# 2021-es Formula–1 azeri nagydíj
Az azeri nagydíj volt a 2021-es Formula–1 világbajnokság hatodik futama, amelyet 2021. június 4. és június 6. között rendeztek meg a Baku City Circuit utcai versenypályán, Bakuban.

## Választható keverékek
| Abroncs              | Friss | Használt |
| -------------------- | ----- | -------- |
| Kemény keverék (C3)  |       |          |
| Közepes keverék (C4) |       |          |
| Lágy keverék (C5)    |       |          |
| Átmeneti esőgumi (I) |       |          |
| Teljes esőgumi (W)   |       |          |

## Szabadedzések

### Első szabadedzés
Az azeri nagydíj első szabadedzését június 4-én, pénteken délelőtt tartották, magyar idő szerint 10:30-tól.
| helyezés | versenyző          | csapat/motor          | elért idő | különbség | futott kör |
| -------- | ------------------ | --------------------- | --------- | --------- | ---------- |
| 1        | Max Verstappen     | Red Bull-Honda        | 1:43,184  | −         | 19         |
| 2        | Charles Leclerc    | Ferrari               | 1:43,227  | +0,043    | 20         |
| 3        | Carlos Sainz Jr.   | Ferrari               | 1:43,521  | +0,337    | 20         |
| 4        | Sergio Pérez       | Red Bull-Honda        | 1:43,630  | +0,446    | 17         |
| 5        | Daniel Ricciardo   | McLaren-Mercedes      | 1:43,732  | +0,548    | 25         |
| 6        | Pierre Gasly       | AlphaTauri-Honda      | 1:43,757  | +0,573    | 23         |
| 7        | Lewis Hamilton     | Mercedes              | 1:43,893  | +0,709    | 20         |
| 8        | Lando Norris       | McLaren-Mercedes      | 1:43,996  | +0,812    | 20         |
| 9        | Fernando Alonso    | Alpine-Renault        | 1:44,777  | +1,593    | 25         |
| 10       | Valtteri Bottas    | Mercedes              | 1:44,891  | +1,707    | 20         |
| 11       | Kimi Räikkönen     | Alfa Romeo-Ferrari    | 1:44,943  | +1,759    | 18         |
| 12       | Antonio Giovinazzi | Alfa Romeo-Ferrari    | 1:45,092  | +1,908    | 20         |
| 13       | Lance Stroll       | Aston Martin-Mercedes | 1:45,234  | +2,050    | 23         |
| 14       | Cunoda Júki        | AlphaTauri-Honda      | 1:45,384  | +2,200    | 25         |
| 15       | Sebastian Vettel   | Aston Martin-Mercedes | 1:45,415  | +2,231    | 24         |
| 16       | Esteban Ocon       | Alpine-Renault        | 1:45,446  | +2,262    | 23         |
| 17       | George Russell     | Williams-Mercedes     | 1:45,452  | +2,268    | 24         |
| 18       | Nicholas Latifi    | Williams-Mercedes     | 1:45,774  | +2,590    | 22         |
| 19       | Mick Schumacher    | Haas-Ferrari          | 1:46,899  | +3,715    | 20         |
| 20       | Nyikita Mazepin    | Haas-Ferrari          | 1:46,945  | +3,761    | 18         |

### Második szabadedzés
Az azeri nagydíj második szabadedzését június 4-én, pénteken délután tartották, magyar idő szerint 14:00-tól.
| helyezés | versenyző          | csapat/motor          | elért idő | különbség | futott kör |
| -------- | ------------------ | --------------------- | --------- | --------- | ---------- |
| 1        | Sergio Pérez       | Red Bull-Honda        | 1:42,115  | −         | 22         |
| 2        | Max Verstappen     | Red Bull-Honda        | 1:42,216  | +0,101    | 23         |
| 3        | Carlos Sainz Jr.   | Ferrari               | 1:42,243  | +0,128    | 24         |
| 4        | Charles Leclerc    | Ferrari               | 1:42,436  | +0,321    | 22         |
| 5        | Pierre Gasly       | AlphaTauri-Honda      | 1:42,534  | +0,419    | 26         |
| 6        | Fernando Alonso    | Alpine-Renault        | 1:42,693  | +0,578    | 24         |
| 7        | Antonio Giovinazzi | Alfa Romeo-Ferrari    | 1:42,941  | +0,826    | 25         |
| 8        | Lando Norris       | McLaren-Mercedes      | 1:43,018  | +0,903    | 24         |
| 9        | Esteban Ocon       | Alpine-Renault        | 1:43,020  | +0,905    | 23         |
| 10       | Cunoda Júki        | AlphaTauri-Honda      | 1:43,130  | +1,015    | 25         |
| 11       | Lewis Hamilton     | Mercedes              | 1:43,156  | +1,041    | 24         |
| 12       | Kimi Räikkönen     | Alfa Romeo-Ferrari    | 1:43,220  | +1,105    | 23         |
| 13       | Daniel Ricciardo   | McLaren-Mercedes      | 1:43,298  | +1,183    | 23         |
| 14       | Lance Stroll       | Aston Martin-Mercedes | 1:43,812  | +1,697    | 21         |
| 15       | Sebastian Vettel   | Aston Martin-Mercedes | 1:43,881  | +1,766    | 22         |
| 16       | Valtteri Bottas    | Mercedes              | 1:44,184  | +2,069    | 23         |
| 17       | George Russell     | Williams-Mercedes     | 1:44,557  | +2,442    | 24         |
| 18       | Nyikita Mazepin    | Haas-Ferrari          | 1:45,563  | +3,448    | 23         |
| 19       | Mick Schumacher    | Haas-Ferrari          | 1:46,095  | +3,980    | 12         |
| 20       | Nicholas Latifi    | Williams-Mercedes     | 1:46,983  | +4,868    | 5          |

### Harmadik szabadedzés
Az azeri nagydíj harmadik szabadedzését június 5-én, szombaton délelőtt tartották, magyar idő szerint 11:00-tól.
| helyezés | versenyző          | csapat/motor          | elért idő | különbség | futott kör |
| -------- | ------------------ | --------------------- | --------- | --------- | ---------- |
| 1        | Pierre Gasly       | AlphaTauri-Honda      | 1:42,251  | −         | 16         |
| 2        | Sergio Pérez       | Red Bull-Honda        | 1:42,595  | +0,344    | 19         |
| 3        | Lewis Hamilton     | Mercedes              | 1:42,697  | +0,446    | 16         |
| 4        | Charles Leclerc    | Ferrari               | 1:42,778  | +0,527    | 16         |
| 5        | Carlos Sainz Jr.   | Ferrari               | 1:43,006  | +0,755    | 17         |
| 6        | Lando Norris       | McLaren-Mercedes      | 1:43,011  | +0,760    | 15         |
| 7        | Fernando Alonso    | Alpine-Renault        | 1:43,080  | +0,829    | 15         |
| 8        | Cunoda Júki        | AlphaTauri-Honda      | 1:43,244  | +0,993    | 19         |
| 9        | Esteban Ocon       | Alpine-Renault        | 1:43,294  | +1,043    | 15         |
| 10       | Daniel Ricciardo   | McLaren-Mercedes      | 1:43,557  | +1,306    | 17         |
| 11       | Sebastian Vettel   | Aston Martin-Mercedes | 1:43,585  | +1,334    | 13         |
| 12       | Lance Stroll       | Aston Martin-Mercedes | 1:43,682  | +1,431    | 13         |
| 13       | Valtteri Bottas    | Mercedes              | 1:43,745  | +1,494    | 16         |
| 14       | Kimi Räikkönen     | Alfa Romeo-Ferrari    | 1:43,826  | +1,575    | 17         |
| 15       | Max Verstappen     | Red Bull-Honda        | 1:43,984  | +1,733    | 6          |
| 16       | Nicholas Latifi    | Williams-Mercedes     | 1:44,054  | +1,803    | 17         |
| 17       | Antonio Giovinazzi | Alfa Romeo-Ferrari    | 1:44,113  | +1,862    | 11         |
| 18       | George Russell     | Williams-Mercedes     | 1:44,434  | +2,183    | 12         |
| 19       | Mick Schumacher    | Haas-Ferrari          | 1:45,282  | +3,031    | 17         |
| 20       | Nyikita Mazepin    | Haas-Ferrari          | 1:45,711  | +3,460    | 12         |

## Időmérő edzés
Az azeri nagydíj időmérő edzését június 5-én, szombaton futották, magyar idő szerint 14:00-tól.
| helyezés              | rajtszám | versenyző          | csapat/motor          | 1. rész    | 2. rész  | 3. rész  | rajthely | futott kör |
| --------------------- | -------- | ------------------ | --------------------- | ---------- | -------- | -------- | -------- | ---------- |
| 1                     | 16       | Charles Leclerc    | Ferrari               | 1:42,241   | 1:41,659 | 1:41,218 | 1        | 19         |
| 2                     | 44       | Lewis Hamilton     | Mercedes              | 1:41,545   | 1:41,634 | 1:41,450 | 2        | 21         |
| 3                     | 33       | Max Verstappen     | Red Bull-Honda        | 1:41,760   | 1:41,625 | 1:41,563 | 3        | 19         |
| 4                     | 10       | Pierre Gasly       | AlphaTauri-Honda      | 1:42,288   | 1:41,932 | 1:41,565 | 4        | 18         |
| 5                     | 55       | Carlos Sainz Jr.   | Ferrari               | 1:42,121   | 1:41,740 | 1:41,576 | 5        | 18         |
| 6                     | 4        | Lando Norris       | McLaren-Mercedes      | 1:42,167   | 1:41,813 | 1:41,747 | 9[1]     | 20         |
| 7                     | 11       | Sergio Pérez       | Red Bull-Honda        | 1:41,968   | 1:41,630 | 1:41,917 | 6        | 18         |
| 8                     | 22       | Cunoda Júki        | AlphaTauri-Honda      | 1:42,521   | 1:41,654 | 1:42,211 | 7        | 19         |
| 9                     | 14       | Fernando Alonso    | Alpine-Renault        | 1:42,934   | 1:42,195 | 1:42,327 | 8        | 20         |
| 10                    | 77       | Valtteri Bottas    | Mercedes              | 1:42,701   | 1:42,106 | 1:42,659 | 10       | 21         |
| 11                    | 5        | Sebastian Vettel   | Aston Martin-Mercedes | 1:42,460   | 1:42,224 |          | 11       | 15         |
| 12                    | 31       | Esteban Ocon       | Alpine-Renault        | 1:42,426   | 1:42,273 |          | 12       | 11         |
| 13                    | 3        | Daniel Ricciardo   | McLaren-Mercedes      | 1:42,304   | 1:42,558 |          | 13       | 14         |
| 14                    | 7        | Kimi Räikkönen     | Alfa Romeo-Ferrari    | 1:42,923   | 1:42,587 |          | 14       | 15         |
| 15                    | 63       | George Russell     | Williams-Mercedes     | 1:42,728   | 1:42,758 |          | 15       | 12         |
| 16                    | 6        | Nicholas Latifi    | Williams-Mercedes     | 1:43,128   |          |          | 16       | 8          |
| 17                    | 47       | Mick Schumacher    | Haas-Ferrari          | 1:44,158   |          |          | 17       | 10         |
| 18                    | 9        | Nyikita Mazepin    | Haas-Ferrari          | 1:44,238   |          |          | 18       | 9          |
| 107%-os idő: 1:48,653 |          |                    |                       |            |          |          |          |            |
| NK                    | 18       | Lance Stroll       | Aston Martin-Mercedes | idő nélkül |          |          | 19[2]    | 2          |
| NK                    | 99       | Antonio Giovinazzi | Alfa Romeo-Ferrari    | idő nélkül |          |          | 20[2]    | 4          |

Megjegyzés:
- ↑ 1:  — Lando Norris 3 rajthelyes büntetést kapott a futamra piros zászló figyelmen kívül hagyásáért.[3]
- ↑ 2:  — Lance Stroll és Antonio Giovinazzi nem tudtak mért kört teljesíteni, így nem kvalifikálták magukat, de megkapták a rajtengedélyt a futamra.

## Futam
Az azeri nagydíj futama június 6-án, vasárnap rajtolt, magyar idő szerint 14:00-kor. A futamot Verstappen baleseténél piros zászlóval félbe kellett szakítani.
| helyezés | rajtszám | versenyző          | csapat/motor          | futott kör | idő/kiesés oka | rajthely | pont |
| -------- | -------- | ------------------ | --------------------- | ---------- | -------------- | -------- | ---- |
| 1        | 11       | Sergio Pérez       | Red Bull-Honda        | 51         | 2:13:36,410    | 6        | 25   |
| 2        | 5        | Sebastian Vettel   | Aston Martin-Mercedes | 51         | +1,385         | 11       | 18   |
| 3        | 10       | Pierre Gasly       | AlphaTauri-Honda      | 51         | +2,762         | 4        | 15   |
| 4        | 16       | Charles Leclerc    | Ferrari               | 51         | +3,828         | 1        | 12   |
| 5        | 4        | Lando Norris       | McLaren-Mercedes      | 51         | +4,754         | 9        | 10   |
| 6        | 14       | Fernando Alonso    | Alpine-Renault        | 51         | +6,382         | 8        | 8    |
| 7        | 22       | Cunoda Júki        | AlphaTauri-Honda      | 51         | +6,624         | 7        | 6    |
| 8        | 55       | Carlos Sainz Jr.   | Ferrari               | 51         | +7,709         | 5        | 4    |
| 9        | 3        | Daniel Ricciardo   | McLaren-Mercedes      | 51         | +8,874         | 13       | 2    |
| 10       | 7        | Kimi Räikkönen     | Alfa Romeo-Ferrari    | 51         | +9,576         | 14       | 1    |
| 11       | 99       | Antonio Giovinazzi | Alfa Romeo-Ferrari    | 51         | +10,254        | 20       |      |
| 12       | 77       | Valtteri Bottas    | Mercedes              | 51         | +11,264        | 10       |      |
| 13       | 47       | Mick Schumacher    | Haas-Ferrari          | 51         | +14,241        | 17       |      |
| 14       | 9        | Nyikita Mazepin    | Haas-Ferrari          | 51         | +14,315        | 18       |      |
| 15       | 44       | Lewis Hamilton     | Mercedes              | 51         | +17,668        | 2        |      |
| 16       | 6        | Nicholas Latifi    | Williams-Mercedes     | 51         | +42,379[3]     | 16       |      |
| 17[4]    | 63       | George Russell     | Williams-Mercedes     | 48         | sebességváltó  | 15       |      |
| 18[4]    | 33       | Max Verstappen     | Red Bull-Honda        | 46         | baleset        | 3        |      |
| ki       | 18       | Lance Stroll       | Aston Martin-Mercedes | 29         | baleset        | 19       |      |
| ki       | 31       | Esteban Ocon       | Alpine-Renault        | 3          | turbófeltöltő  | 12       |      |

Megjegyzés:
- ↑ 3:  — Nicholas Latifi előbb 10 másodperces stop-and-go büntetést kapott amiért nem hajtott a boxutcába biztonsági autós fázis alatt a versenyirányítás utasítása ellenére, majd miután ezt nem töltötte le a futam leintéséig, utólag 30 másodperces időbüntetésre módosult.[4] Ezzel a 13.-ról a 16. helyre csúszott vissza.
- ↑ 4:  — George Russell és Max Verstappen nem fejezték be a futamot, de helyezésüket értékelték, mivel a versenytáv több, mint 90%-át teljesítették.

## A világbajnokság állása a verseny után
| H   | Versenyzők       | Pont | H   | Konstruktőrök         | Pont |
| --- | ---------------- | ---- | --- | --------------------- | ---- |
| 1.  | Max Verstappen   | 105  | 1.  | Red Bull-Honda        | 174  |
| 2.  | Lewis Hamilton   | 101  | 2.  | Mercedes              | 148  |
| 3.  | Sergio Pérez     | 69   | 3.  | Ferrari               | 94   |
| 4.  | Lando Norris     | 66   | 4.  | McLaren-Mercedes      | 92   |
| 5.  | Charles Leclerc  | 52   | 5.  | AlphaTauri-Honda      | 39   |
| 6.  | Valtteri Bottas  | 47   | 6.  | Aston Martin-Mercedes | 37   |
| 7.  | Carlos Sainz Jr. | 42   | 7.  | Alpine-Renault        | 25   |
| 8.  | Pierre Gasly     | 31   | 8.  | Alfa Romeo-Ferrari    | 2    |
| 9.  | Sebastian Vettel | 28   | 9.  | Haas-Ferrari          | 0    |
| 10. | Daniel Ricciardo | 26   | 10. | Williams-Mercedes     | 0    |

(A teljes táblázat)

## Statisztikák
- Vezető helyen:
  - Charles Leclerc: 1 kör (1)
  - Lewis Hamilton: 9 kör (2-10)
  - Max Verstappen: 29 kör (11 és 18-45)
  - Sergio Pérez: 8 kör (12-13 és 46-51)
  - Sebastian Vettel: 4 kör (14-17)
- Charles Leclerc 9. pole-pozíciója.
- Max Verstappen 12. versenyben futott leggyorsabb köre.
- Sergio Pérez 2. futamgyőzelme.
- A Red Bull 67. futamgyőzelme.
- Sergio Pérez 11., Sebastian Vettel 122., Pierre Gasly 3. dobogós helyezése.